# 116 Eskadra IAF

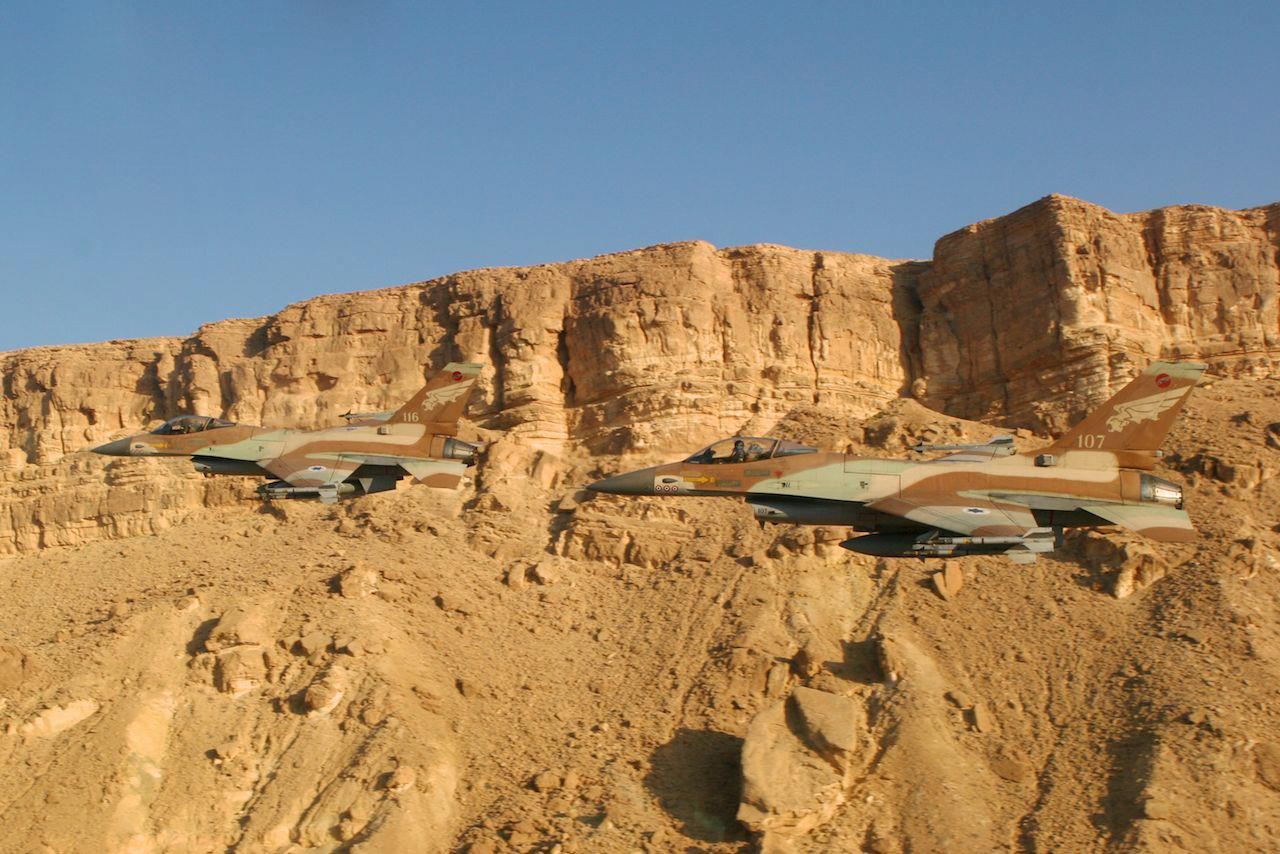
F-16A Netz

116 Eskadra (hebr. Ha’Kanaf Ha’Meofeef, Latające Skrzydło) – myśliwska eskadra Sił Powietrznych Izraela, bazująca w Newatim w Izraelu.

## Historia
Eskadra została sformowana w lutym 1956 i składała się z 25 samolotów myśliwskich P-51D Mustang. Podczas kryzysu sueskiego w 1956 samoloty eskadry zasłynęły z determinacji w przeprowadzeniu akcji przecinania skrzydłami egipskich linii telefonicznych na Półwyspie Synaj. Akcja ta w znacznym stopniu utrudniła komunikację egipskich wojsk w pierwszej fazie wojny, pomimo faktu, że eskadra utraciła przy tym 9 własnych samolotów (kilka przypadków urwania skrzydeł lub śmigieł silnika).
W 1961 do użycia weszło 30 samolotów myśliwsko-bombowych Mystère IVA. Eskadra wzięła udział w wojnie sześciodniowej w 1967 i Wojnie na wyczerpanie w 1970, podczas której stracono 3 samoloty.
W lutym 1970 eskadra otrzymała 20 samolotów szturmowych A-4 Skyhawk w wersjach A-4E, A-4H i TA-4. Podczas wojny Jom Kipur w 1973 samoloty eskadry uczestniczyły w atakach na nacierające arabskie kolumny. Po wojnie, w 1975 wprowadzono do służby zmodernizowaną wersję A-4N.
W 1992 wprowadzono do służby samoloty wielozadaniowe F-16A/B.

## Wyposażenie
Na wyposażeniu 116 Eskadry znajdują się następujące samoloty:
- samoloty wielozadaniowe F-16A/B.